# Alfons Velz
Alfons Velz, né le 21 avril 1951 à Büllingen est un homme politique belge germanophone, membre du ProDG.
Il est licencié en philologie germanique (ULg); enseignant.

## Fonctions politiques
- 1999-     : membre du parlement germanophone.